# Hadagli, Kushtagi
Hadagli là một làng thuộc tehsil Kushtagi, huyện Koppal, bang Karnataka, Ấn Độ.